# Abel-díj
Az Abel-díj (hivatalos nevén Niels Henrik Abel Matematikai Díj, norvégul: Abelprisen) a Norvég Tudományos Akadémia által 2003 óta évente odaítélt kitüntetés a matematika területén elért tudományos eredmények elismerésére. A díjat a norvég királyi család képviselője adja át ünnepélyes keretek között az Oslói Egyetem Aulájában, ahol 1947 és 1989 között, majd 2020-tól a Nobel-békedíjat osztották ki. A két legrangosabb matematikai díj egyikének számít (a Fields-érem mellett); egyenértékűnek tekintik a Nobel-díjjal, amelynek kitüntetett tudományágai között nem szerepel a matematika.
Nevét Niels Henrik Abel (1802–1829) norvég matematikusról kapta, így tisztelve meg emlékét. Az Abel-díj alapszabálya kimondja, hogy a díj „hozzájárul a matematika társadalmi helyzetének növeléséhez, s ösztönzi a gyermekeket és fiatalokat a matematika iránti érdeklődésre”.
A díjazottakat a Norvég Tudományos Akadémia által felkért ötfős nemzetközi Abel Bizottság választja ki, amelynek 2004-től 2006-ig tagja volt a magyar Lovász László is. A Nobel-díjak mintájára készült elismerés 7,5 millió norvég korona (körülbelül 271 millió forint) pénzjutalommal jár (2019-ben még 6 millió NOK volt).

## Története

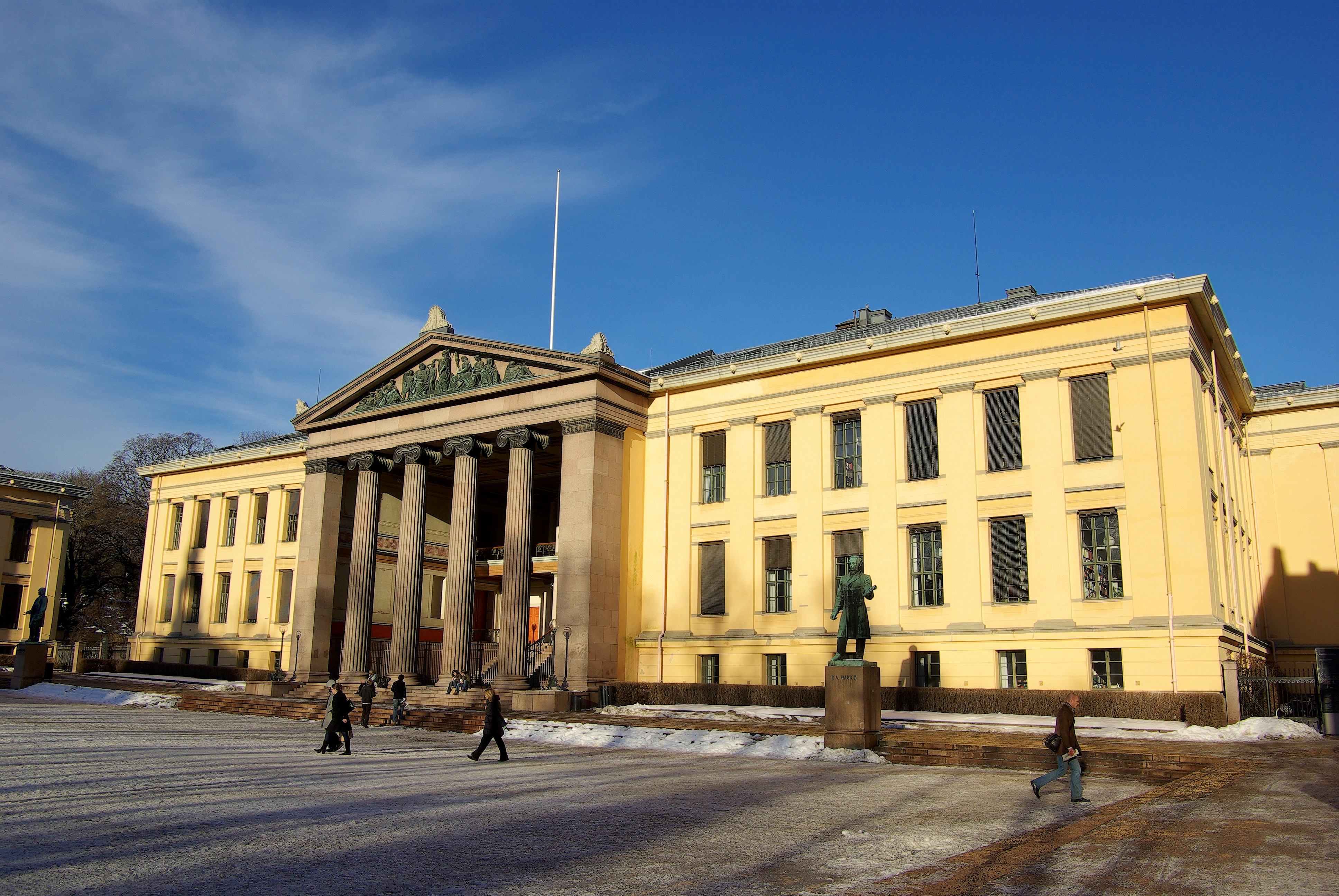
Az Abel-díjat az Oslói Egyetem Jogi Kara épületének aulájában adják át, ahol 1947 és 1989 között, majd 2020-ban a Nobel-békedíjat is kiosztották.

Az Abel-díj története 1899-ig nyúlik vissza. Miután Sophus Lie norvég matematikus megtudta, hogy a tervezett Nobel-díj nem fogja jutalmazni a matematika terén elért eredményeket, javasolta, hogy Niels Henrik Abel 100. születésnapja alkalmából alapítsanak matematikai díjat. II. Oszkár király hajlandó volt a díjat finanszírozni, Ludwig Sylow és Carl Störmer matematikusok pedig a Norvég Tudományos Akadémia elődjével, a Christiania Tudományos Társasággal szoros együttműködésben kidolgozták a javasolt díj alapszabályzatát. Lie halálával az ügy megtorpant, majd Norvégia és Svédország perszonáluniójának 1905-ben történt felbomlása jó időre levette napirendről az Abel-díj létrehozásának tervét.
Az ötlet Abel közelgő 200. születésnapja előtt került ismét elő. Miután a tudományos akadémia és a kulturális tárca támogatta, az üzleti körök részéről pedig támogatási nyilatkozatok születtek, 2001-ben felállítottak egy munkacsoportot a javaslat kidolgozására, amelyet májusban mutattak be Norvégia miniszterelnökének. 2001 augusztusában a norvég kormány bejelentette, hogy a díjat 2002-től, Abel születésének kétszázadik évfordulójától osztják ki. 2002-ben Atle Selberg tiszteletbeli Abel-díjat kapott, de az első tényleges Abel-díjat 2003-ban adták át.

## A díjazott kiválasztása és a finanszírozás
Abel-díjra bárki tehet javaslatot, az önjelölés azonban nem megengedett. Csak élő személy jelölhető. Amennyiben a díjazott – miután győztessé nyilvánították – meghal, a díjat posztumusz adják át.
A Norvég Tudományos Akadémia öt vezető matematikusból álló Abel Bizottság ajánlása alapján ítéli oda a díjat. A bizottságnak a norvég akadémia egyik tagja az elnöke, a másik négy tag 2-2 évre kap megbízást, lépcsőzetesen (tehát két tag cserélődik páros évben, kettő páratlan évben).
A bizottság tagjait a Norvég Tudományos Akadémia nevezi ki a Nemzetközi Matematikai Unió és az Európai Matematikai Társulat ajánlása alapján.
A bizottság első ülésén ajánlást kér 40-50 vezető matematikustól (korábbi díjazottak, más kitüntetések birtokosai stb.). Az ajánlottak közül választja ki azt a kb. 10 személyt, akikről más szakértőktől véleményt, néha összehasonlítást kér. A bizottság fő ülésén ezt a listát szűkítik le egyre. A kiválasztás szempontjaiban a bizottság keze nincs megkötve.
A díj alapításakor a norvég kormány 200 millió norvég koronás (kb. 20 millió euró) alapot hozott létre. Kezdetekben a díjat az Abel Alapítvány, 2013-tól viszont a nemzeti költségvetés finanszírozza. A pénzfelhasználást egy testület ellenőrzi, amely a Norvég Tudományos Akadémia által megválasztott tagokból áll. Amennyiben az Abel Bizottság egy adott évben nem talál méltó díjazottat, a díjat nem ítélik oda. A megmaradt pénzt visszautalják az Oktatási Minisztériumnak.

## A díjazottak
| Év   | Kép                        | Díjazott                           | Ország                                   | Intézmény                                                                     | Indokolás |
| ---- | -------------------------- | ---------------------------------- | ---------------------------------------- | ----------------------------------------------------------------------------- | --- |
| 2003 | Jean-Pierre Serre          | Jean-Pierre Serre                  | Franciaország                            | Collège de France                                                             | „Kulcsszerepet játszott a matematika számos részének modern formájának kialakításában, ideértve a topológiát, az algebrai geometriát és a számelméletet.” |
| 2004 | Michael Francis Atiyah     | Michael Francis Atiyah             | Egyesült Királyság                       | Edinburgh-i Egyetem                                                           | „Az index-tétel felfedezéséért és bizonyításáért, a topológia, a geometria és az analízis összekapcsolásáért, valamint a matematika és az elméleti fizika közötti új hidak kiépítésében betöltött kiemelkedő szerepükért.” |
| 2004 | Isadore M. Singer          | Isadore Singer                     | Amerikai Egyesült Államok                | Massachusetts Institute of Technology                                         | „Az index-tétel felfedezéséért és bizonyításáért, a topológia, a geometria és az analízis összekapcsolásáért, valamint a matematika és az elméleti fizika közötti új hidak kiépítésében betöltött kiemelkedő szerepükért.” |
| 2005 | Lax Péter                  | Lax Péter                          | Magyarország · Amerikai Egyesült Államok | Courant Matematikatudományi Intézet                                           | „A parciális differenciálegyenletek elméletének, alkalmazásának és számítógépes megoldásainak területén végzett úttörő munkásságáért.” |
| 2006 | Lennart Carleson           | Lennart Carleson                   | Svédország                               | KTH Királyi Technológiai Intézet                                              | „Mély és alapvető hozzájárulásáért a harmonikus analízishez és a sima dinamikus rendszerek elméletéhez.” |
| 2007 | S. R. Srinivasa Varadhan   | S. R. Srinivasa Varadhan           | India · Amerikai Egyesült Államok        | Courant Matematikatudományi Intézet                                           | „A valószínűségelmélethez való alapvető hozzájárulásáért és különösen az egységes nagy eltérés-elmélet létrehozásáért.” |
| 2008 | Jacques Tits               | Jacques Tits                       | Belgium · Franciaország                  | Collège de France                                                             | „Az algebra terén elért mélyreható eredményeikért és különösen a modern csoportelmélet kialakításáért.” |
| 2008 | John Griggs Thompson       | John G. Thompson                   | Amerikai Egyesült Államok                | Floridai Egyetem                                                              | „Az algebra terén elért mélyreható eredményeikért és különösen a modern csoportelmélet kialakításáért.” |
| 2009 | Mihail Gromow              | Mihail Gromov                      | Oroszország · Franciaország              | Institut des hautes études scientifiques, Courant Matematikatudományi Intézet | „A geometriához való forradalmi hozzájárulásáért.” |
| 2010 | John T. Tate               | John Tate                          | Amerikai Egyesült Államok                | Texasi Egyetem                                                                | „A számelméletre gyakorolt óriási és tartós hatásáért.” |
| 2011 | John Milnor                | John Milnor                        | Amerikai Egyesült Államok                | Stony Brook Egyetem                                                           | „Úttörő jellegű felfedezéseiért a topológia, a geometria és az algebra területén.” |
| 2012 | Szemerédi Endre            | Szemerédi Endre                    | Magyarország · Amerikai Egyesült Államok | Rényi Alfréd Matematikai Kutatóintézet, Rutgers Egyetem                       | „A diszkrét matematikához és az elméleti számítástechnikához való alapvető hozzájárulása, valamint azon mélyreható és hosszú távú hatás elismeréséül, amit ez a hozzájárulás gyakorol az additív számelméletre és az ergodelméletre.” |
| 2013 | Pierre Deligne             | Pierre Deligne                     | Belgium                                  | Institut des hautes études scientifiques, Institute for Advanced Study        | „Az algebrai geometriához való alapvető hozzájárulásaiért, valamint azoknak a számelméletre, az ábrázolás-elméletre és a kapcsolódó területekre gyakorolt átalakító hatásáért.” |
| 2014 | Jakov G. Szinaj            | Jakov G. Szinaj                    | Oroszország · Amerikai Egyesült Államok  | Princetoni Egyetem                                                            | „A dinamikai rendszerekhez, az ergodikus elméletekhez és a matematikai fizikához nyújtott alapvető hozzájárulásáért.” |
| 2015 | John Forbes Nash           | John Forbes Nash                   | Amerikai Egyesült Államok                | Princetoni Egyetem                                                            | „A nem-lineáris parciális differenciálegyenletek elméletéhez való átütő és termékeny hozzájárulásukért és az elmélet geometriai elemzésekben való felhasználásáért.” |
| 2015 | Louis Nirenberg            | Louis Nirenberg                    | Kanada · Amerikai Egyesült Államok       | Courant Matematikatudományi Intézet                                           | „A nem-lineáris parciális differenciálegyenletek elméletéhez való átütő és termékeny hozzájárulásukért és az elmélet geometriai elemzésekben való felhasználásáért.” |
| 2016 | Andrew Wiles               | Andrew Wiles                       | Egyesült Királyság                       | Oxfordi Egyetem                                                               | „A Nagy Fermat-tétel lenyűgöző bizonyításáért a félig elliptikus görbékre vonatkozó moduláris sejtés révén, új korszakot nyitva a számelméletben.” |
| 2017 | Yves Meyer                 | Yves Meyer                         | Franciaország                            | École normale supérieure de Cachan                                            | „A waveletek matematikai elméletének kidolgozásában játszott úttörő munkásságáért.” |
| 2018 | Robert Langlands           | Robert Langlands                   | Kanada                                   | Institute for Advanced Study (Princeton)                                      | „Látnoki programjáért, amely összekapcsolja a reprezentációelméletet és a számelméletet.” |
| 2019 | Karen Uhlenbeck            | Karen Uhlenbeck                    | Amerikai Egyesült Államok                | Texasi Egyetem (Austin)                                                       | „Geometriai parciális differenciálegyenletek, a mértéktérelmélet és az integrálható rendszerek területén elért úttörő eredményeiért, valamint munkásságának az analízis, a geometria és a matematikai fizika területére gyakorolt jelentős hatása elismeréseként.” „Elméletei forradalmasították például a szappanhártyával létrehozható minimálfelületekre vonatkozó ismereteinket.” |
| 2020 | Hillél (Harry) Fürstenberg | Hillél Fürstenberg                 | Izrael · Amerikai Egyesült Államok       | Jeruzsálemi Héber Egyetem                                                     | „A valószínűségszámítás és a csoportelmélet dinamikái, a számelmélet és a kombinatorika módszereinek úttörő használatárért.” |
| 2020 | Grigorij Margulisz         | Grigorij Alekszandrovics Margulisz | Oroszország · Amerikai Egyesült Államok  | Yale Egyetem                                                                  | „A valószínűségszámítás és a csoportelmélet dinamikái, a számelmélet és a kombinatorika módszereinek úttörő használatárért.” |
| 2021 |                            | Lovász László                      | Magyarország                             | Rényi Alfréd Matematikai Kutatóintézet, Eötvös Loránd Tudományegyetem         | „Meghatározó jelentőségű munkásságukért az elméleti számítógép-tudomány és a diszkrét matematika terén, és szerepükért abban, hogy ezek a modern matematika központi területeivé válhattak.” |
| 2021 | Avi Wigderson              | Avi Wigderson                      | Izrael · Amerikai Egyesült Államok       | Princetoni Egyetem                                                            | „Meghatározó jelentőségű munkásságukért az elméleti számítógép-tudomány és a diszkrét matematika terén, és szerepükért abban, hogy ezek a modern matematika központi területeivé válhattak.” |
| 2022 | Dennis Sullivan            | Dennis Sullivan                    | Amerikai Egyesült Államok                | Stony Brook Egyetem CUNY Graduate Center                                      | „A legtágabb értelemben vett topológiához, és különösen annak algebrai, geometriai és dinamikai vonatkozásaihoz nyújtott úttörő hozzájárulásáért” |
| 2023 | Dennis Sullivan            | Luis Caffarelli                    | Argentína · Amerikai Egyesült Államok    | Texasi Egyetem (Austin)                                                       | „A nemlineáris parciális differenciálegyenletek szabályossági elméletéhez való alapvető hozzájárulásáért, beleértve a szabad határérték problémákat és a Monge–Ampère egyenletet.” |

## A bizottság jelenlegi tagjai
2020 / 2021 
- Hans Munthe-Kaas (wd)  – Bergeni Egyetem – elnök
- Subhash Khot (wd)   – New York Egyetem
- Alexander Lubotzky (wd)  – Jeruzsálemi Héber Egyetem
- Sylvia Serfaty (wd)   – New York Egyetem
- Claire Voisin (wd)  – Collège de France